# 赵营站
赵营站是济南轨道交通1号线的地铁车站，位于中华人民共和国山东省济南市长清区平安街道刘长山路，2019年4月1日投入运营。沿刘长山路东北-西南向布置、位于路中绿化隔离带内。

## 车站构造
车站为路中三层岛式车站，地下一层为消防水池、消防泵房和电缆夹层，地面层主要为变电所，地上二层为站厅层和主要设备与管理用房，地上三层为站台层。车站总长131.6m，屋顶最宽处为24.70m，总高 22.51m，车站总建筑面积为8096㎡。

## 出入口
| 編號         | 指示                              |
| ------------ | --------------------------------- |
| 出口 · A · 1 | 刘长山路西车站西侧                |
| 出口 · A · 2 | 刘长山路西车站西侧                |
| 出口 · B · 1 | 刘长山路东侧距赵营村口红绿灯280米 |
| 出口 · B · 2 | 刘长山路东侧距赵营村口红绿灯300米 |

### 临近地点
- 赵营村